# Knold (botanik)
 For alternative betydninger, se Knold. (Se også artikler, som begynder med Knold)
En knold er en fortykket rhizom, som sædvanligvis er rig på stivelse. Et eksempel er kartoflen.
- Wikimedia Commons har flere filer relateret til Knold (botanik)

| Botanik | Spire Denne botanikartikel er en spire som bør udbygges. Du er velkommen til at hjælpe Wikipedia ved at udvide den. |